# ФК „Монтана“
„Монтана“ е български футболен отбор от Монтана, който се състезава в Efbet лига.
Играе домакинските си мачове на стадион „Огоста“, а клубните цветове са синьо, бяло и червено.

## История

### Предистория
Организираният футбол в града се заражда в началото на 20-те години на ХХ век със създаването на дружествата „Левски“ и „Ботев“. След 1944 г. стартират поредица от реформи. На 10 февруари 1946 г. „Ботев“, заедно с „Юнак“ и „Спартак“, формират физкултурно дружество ЮБС 45 (Юнак-Ботев-Спартак 45). На 20 март 1947 г. то е обединено с работническо физкултурно дружество „Аврам Стоянов“, туристически клон „Пъстрина“, както и местната колоездачна и мото организация, под името „Христо Михайлов“.

### След обединението
През есента на 1949 г. следват нови промени. В града започват да се обособяват доброволни спортни организации на ведомствен принцип, най-известна от които е „Септември“. През 1957 г. те са обединени в „Септемврийска слава“, с което име клубът се състезава до 1990 г.
През 1952 г. клубът печели правото да участва в Б група за първи път, като през дебютния си сезон 1952/53 завършва на 9 място от 12 клуба и остава в групата 3 поредни сезона. През 1962 г. тимът се завръща във втория ешелон и завършва на 3 място, което остава най-доброто му представяне през следващите три десетилетия. В тях клубът почти неизменно се състезава в Б група, като основно заема позиции в средата на класирането.

### Дебют в елита
Пробивът настъпва през сезон 1993/94. Под ръководството на старши треньора Цветан Атанасов, заменен в хода на първенството от Стефан Павлов – Фифи Перото, е изграден стабилен състав, в който личат имената на Ангел Стоянов Румен Панайотов, Илиян Антонов, Саид Ибраимов, Веселин Игнатов, Радой Христов, Веселин Михайлов, Валентин Лилов, Александър Янакиев и Володя Съйчов. „Монтана“ завършва на 2-ро място в крайното класиране след ЛЕКС (Ловеч) и за първи път в своята история печели промоция за А група. Централният нападател на отбора Валери Дилов става голмайстор на дивизията с 14 попадения.
През следващите 3 години „Монтана“ е част от елитното футболно първенство. Отборът се класира на 13 място през сезон 1994/95 и на 9 място през 1995/96. В този период към изградения още от Б група състав се присъединяват играчи като Михаил Ролев, Ангел Червенков, Атанас Атанасов – Орела, Анатоли Тонов и Тодор Праматаров. В състава пробива и юношата на клуба и бъдещ национал и Футболист на годината Стилиян Петров. През 1996 г. под ръководството на клубната легенда Боян Гергов „Монтана“ достига до финал за Купата на Професионалната футболна лига, където обаче губи с 2:7 след продължения от Нефтохимик (Бургас). Първият период на клуба в А група завършва през сезон 1996/97, когато отборът финишира на 15 място и изпада в Б група.

### Завръщане в А група
Следват години, в които „Монтана“ изпада в криза. През 1998 г. отборът се свлича до В група, където остава в продължение на 7 сезона. Успява да се завърне във втория ешелон едва през 2005 г. През сезон 2008/09 под ръководството на наставника Иван Маринов и с финансовата помощ на кмета на града Златко Живков тимът завършва безапелационно на първото място в Западната Б група. Нападателят Венцислав Иванов става голмайстор на дивизията с 19 гола. Така „Монтана“ се завръща в А група след 12-годишна пауза.
През лятото на 2009 г. за първи път е назначен чужденец за треньор – отборът е поет от македонеца Стевица Кузмановски. През декември 2009 г. обаче той напуска клуба и е заменен от Атанас Джамбазки. В края на сезона „Монтана“ завършва на 11 място. Следват още два добри сезона, в които отборът се класира в средата на таблицата. Вторият престой на клуба в най-високото ниво на българския футбол приключва през сезон 2012/13, когато тимът остава на предпоследното 15 място и изпада.

### Финал за Купата на България и Първа лига
През 2015 г. „Монтана“ за трети път влиза в А група, където престоява два сезона. В края на сезон 2015/16 тимът достига за първи път в историята си до финал за Купата на България, но губи от ЦСКА с 0:1 пред 33 хиляди зрители на стадион „Васил Левски“. В периода 2017 – 2020 отборът е във Втора лига, като през 2020 г. печели нова промоция за елита след победа с 4:1 срещу Дунав (Русе) в бараж.

### Завръщане в Първа лига
През сезон 2024/2025 отборът завършва на второ място във Втора професионална футболна лига, с което печели промоция за Първа лига.

## Успехи
Първа лига
- 9 място – 1995/96

Втора лига

 1 място (2) – 2008/09 и 2014/15
 2 място (1)  – 2024/2025
Купа на България
 Финалист – 2015/16
Купа на Професионалната футболна лига
 Финалист – 1995/96

## Последните 10 сезона
| Сезон     | Име     | Група      | Място | Нац. Купа |
|           |         |            |       |           |
| 2007 – 08 | Монтана | Б Група    | 8     |           |
| 2008 – 09 | Монтана | Б Група    | 1     |           |
| 2009 – 10 | Монтана | А Група    | 11    |           |
| 2010 – 11 | Монтана | А Група    | 10    |           |
| 2011 – 12 | Монтана | А Група    | 11    |           |
| 2012 – 13 | Монтана | А Група    | 15    |           |
| 2013 – 14 | Монтана | Б Група    | 4     |           |
| 2014 – 15 | Монтана | Б Група    | 1     |           |
| 2015 – 16 | Монтана | А Група    | 9     |           |
| 2016 – 17 | Монтана | Първа лига | 13    |           |
| 2017 – 18 | Монтана | Втора лига | 4     |           |
| 2018 – 19 | Монтана | Втора лига | 2     |           |
| 2019 – 20 | Монтана | Втора лига | 3     |           |
| 2020 – 21 | Монтана | Първа лига |       |           |

## Наименования
- Христо Михайлов (1947 – 1949)
- Септември (1949 – 1957)
- Септемврийска слава (1957 – 1990)
- Монтана (от 1990 г.)

## Настоящ състав
Към 20 август 2025 г.

## Почетни листи

### В А група
|   | Име              | Мачове |
| - | ---------------- | ------ |
| 1 | Владимир Мичев   | 118    |
| 2 | Димитър Илиев    | 112    |
| 3 | Антон Личков     | 83     |
| 4 | Тихомир Трифонов | 79     |
|   | Луиз Едуардо     | 79     |

|   | Име                | Голове |
| - | ------------------ | ------ |
| 1 | Луиз Едуардо       | 18     |
| 2 | Румен Панайотов    | 15     |
| 3 | Александър Янакиев | 14     |
| 4 | Тодор Праматаров   | 13     |
|   | Мирослав Антонов   | 13     |

### В Б група
|   | Име            | Мачове |
| - | -------------- | ------ |
| 1 | Боян Гергов    | 360    |
| 2 | Иван Ангелов   | 327    |
| 3 | Пантелей Заков | 310    |

|   | Име              | Голове |
| - | ---------------- | ------ |
| 1 | Боян Гергов      | 158    |
| 2 | Веселин Михайлов | 128    |
| 3 | Михаил Гьонин    | 79     |

## Най-големи победи в А група (Първа Лига)
- 6:0 Ботев (Пловдив) 25.07.2015
- 5:2 Раковски (Русе) 26.10.1996 – Като гост
- 4:0 Локомотив (Пловдив) 16.03.1996 – Като гост
- 4:0 Етър (Велико Търново) 06.05.1995
- 4:0 Литекс (Ловеч) 10.06.1995
- 4:0 Черно море (Варна) 23.10.2010
- 4:1 Дунав (Русе) 17.07.2020 – Като гост
- 4:2 Локомотив (Пловдив) 15.04.2010 – Като гост
- 4:2 Ботев (Враца) 10.09.2011 – Като гост
- 3:0 Локомотив (Горна Оряховица) 29.05.2017 – Като гост
- 3:0 Раковски (Русе) 26.04.1997
- 3:0 Пирин (Благоевград) 19.11.1994
- 3:0 Пирин (Благоевград) 28.08.2010
- 3:0 Пирин (Гоце Делчев) 06.10.2012
- 3:1 ЦСКА (София) 31.05.1997
- 3:1 Ботев (Пловдив) 18.09.2020
- 3:2 Черно море (Варна) 10.05.2016
- 3:2 Литекс (Ловеч) 06.04.1996